# 대한민국 해군의 부대 및 편성 목록
다음은 대한민국 해군의 부대 및 편성에 관한 목록으로, 해군의 공식 웹사이트에 공개된 조직도를 기초로 작성되었다.

## 해군본부조직
- 참모총장
- 감찰실
- 법무실
- 군종실
- 정훈공보실
- 해병보좌관실
- 시설실
- 의무실
- 참모차장
  - 비서실
  - 기획관리참모부 (영어: Planning & Management Department (N5))
  - 인사참모부 (영어: Manpower & Personnel Department (N1))
  - 정보작전지원참모부 (영어: Intelligence & Operations Department (N2/3))
  - 군수참모부 (영어: Logistics Department (N4))
  - 정보화기획실 (영어: C4I Planning Officer (N6))

### 예하부대
- 작전사령부 (COMROKFLT)
- 해병대사령부/서북도서방위사령부 (HQ, ROKMC)/(NWIDC) - 경기도 화성시
- 군수사령부 (NLC) - 진해 해군기지
- 교육사령부 (NETC) - 진해 해군기지
  - 전투병과학교
  - 정보통신학교
  - 기술행정학교
  - 해군기초군사교육단
    - 목포해양대학교 학군단
    - 부경대학교 학군단
    - 제주대학교 학군단
    - 한국해양대학교 학군단

  - 충무공리더십센터
  - 근무지원전대
  - 실습전대
- 해군사관학교 (NA) - 진해 해군기지
  - 장교교육대대

### 직할부대
- 진해기지사령부 (영어: Chinhae Naval Base Command) - 진해 해군기지
- 전력분석시험평가단 (영어: Naval Force Analysis, Test & Evaluation Group)
- 정보체계관리단 (영어: Information System Management Group)
- 해군군사경찰단 (영어: Naval Military Police Group)
- 해군본부군사법원 (영어: Navy Military Court)
- 해군역사기록관리단 (영어: Naval Archivees & istory Management Group)
- 전력지원체계사업단 (영어: Force Support System Porject Group)
- 재경근무지원대대 (영어: Service & Support Battalion, Seoul) - 서울특별시
- 해양의료원(영어: Maritime Medical Center) - 경상남도 창원시 진해구
- 포항병원(영어: Pohang Naval Hospital) - 경상북도 포항시

### 해병대
- 제1사단
- 제2사단
- 제6여단
- 제9여단
- 항공단
- 교육단
- 군수단
- 연평부대

## 작전사령부
- 해군특수전전단(UDT/SEAL, SSU)⭐
- 해군정보단[1]
- 제1함대⭐⭐- 동해 해군기지, 기함: DDH-971 광개토대왕
  - 제1해상전투단⭐[2]
    - 제11구축함전대
    - 제12초계함전대
    - 제13고속정전대

  - 제1전비전대
  - 제1기지전대
  - 제1군수전대
  - 제108조기경보전대
  - 제118조기경보전대
- 제2함대⭐⭐- 평택 해군기지, 기함: DDH-972 을지문덕)[3]
  - 제2해상전투단⭐[2]
    - 제21전대
    - 제22전대
    - 제23전대

  - 제2훈련전대
  - 제2기지방호전대
  - 제2군수전대
  - 제208조기경보전대
  - 인천해역방어사령부⭐ - 인천 해군기지
    - 제27고속정전대
    - 제218조기경보전대
- 제3함대⭐⭐- 목포 해군기지, 기함: FF-953 충남)
  - 제3해상전투단⭐[2]
    - 제31구축함전대
    - 제32초계함전대
    - 제33고속정전대

  - 제3전비전대
- 제7기동전단⭐ - 제주 해군기지[4]
  - 제71기동전대
  - 제72기동전대
  - 제77기동군수전대
  - 제주기지전대
- 잠수함사령부⭐⭐- 진해 해군기지
  - 제91잠수함전대
  - 제92잠수함전대
  - 제93잠수함전대
  - 제95잠수함전대
  - 제96잠수함전대
  - 제97잠수함전대
  - 제909교육훈련전대
- 해군항공사령부⭐⭐ - 포항공항[5]
  - 제61해상항공전대
  - 제62해상항공전대
  - 제63해상항공전대
  - 제65군수전대
  - 제66기지방호전대
  - 제609교육훈련전대
- 제5기뢰/상륙전단⭐
  - 제52기뢰전대
  - 제53상륙전대
  - 제59기동건설전대
- 제8전투훈련단⭐ - 진해 해군기지[2]
  - 제81전대
  - 제82전대

## 해체된 부대
- 함대항공대; 1957년 7월 15일 ~ 1963년 3월 1일, 1973년 5월 1일 ~ 1977년 1월 24일, 함대항공단으로 승격
- 함대항공단; 1977년 1월 24일 ~ 1986년 2월 1일, 제6항공전단으로 재편성됨.
- 제6항공전단; 1986년 2월 1일 ~ 2022년 7월 15일, 해군항공사령부로 재편성됨.
- 제9잠수전단; 1995년 10월 1일 ~ 2015년 2월 1일, 잠수함사령부로 재편성됨.

## 같이 보기
- 대한민국 육군의 부대 및 편성 목록
- 대한민국 공군의 부대 및 편성 목록

## 참고

### 인용
1. ↑  김가영 (2006년 9월 18일). “해양기상 예보 국내 최고”. 국방일보. 2016년 4월 18일에 확인함.[깨진 링크(과거 내용 찾기)]
2. 1 2 3 4  “해군함대사령부 예하 3개 전투단 창설”. YTN. 2015년 1월 31일. 2017년 2월 16일에 확인함.
3. ↑  이정훈 (2002년 2월 1일). “연평해전의 주역 필승해군의 선봉”. 신동아. 2009년 1월 13일에 확인함.
4. ↑  정충신 (2010년 2월 1일). “이지스함 기동전단 첫 창설”. 문화일보. 2016년 4월 18일에 확인함.
5. ↑  이정훈 (2005년 8월 23일). “해군 항공’ 바다의 눈으로 비행 중”. 주간동아. 2016년 4월 18일에 확인함.

### 자료
- “조직”. 《navy.mil.kr》. 대한민국 해군. 2019년 5월 20일에 확인함.
- “Organization”. 《navy.mil.kr》 (영어). ROK Navy. 2019년 5월 20일에 확인함.